# 艾哈迈德·多加耶夫
艾哈迈德·沙姆哈诺维奇·多加耶夫（羅馬化：Akhmed Shamkhanovich Dogayev；1965年8月18日—）是俄罗斯政治人物，第七届、第八届国家杜马代表。2013年至2016年，他领导车臣共和国首脑驻南部联邦管区代表处。2015年当选为俄罗斯联邦主体车臣共和国元首代表会议主席。
2016年，他从车臣选区竞选第七届国家杜马，但未当选。然而，2016年9月28日，拉姆赞·卡德罗夫赢得车臣共和国首脑选举，因此把空缺出来的国家杜马议席让给多加耶夫。2021年，在所谓的“议员有用性排名”中，多加耶夫在434名中排名第348位；因为他因未参与讨论所以得到零分。2021年9月，他夫再次当选第八届国家杜马代表。

## 家庭
艾哈迈德·多加耶夫已婚并育有四个女儿。

## 制裁
多加耶夫于2022年因俄乌战争而受到美国财政部制裁。